# نادية (فلم 1949)
نادية هو فيلم مصري تم إنتاجه عام 1949، من إخراج فطين عبد الوهاب، وبطولة عزيزة أمير ومحمود ذو الفقار، وهو أول فيلم قام بإخراجه فطين عبد الوهاب.

## قصة الفيلم
يا لها من تضحيات عظيمة تلك التي قدمتها المدرسة نادية طول حياتها فمع تحملها لمسئولية أشقائها الصغار حتى يتخرج شقيقها من الكلية الحربية ويشاء القدر أن يستشهد في الحرب بفلسطين فيتقدم لها صديقه للزواج منها إلا أنها تقرر استكمال تضحياتيها عندما تكتشف حب شقيقتها له وتتركهما وتعود لأمها ووحدتها.

## الممثلون
- عزيزة أمير
- محمود ذو الفقار
- سليمان نجيب
- شادية
- زينب صدقي
- محمود شكوكو
- عدلي كاسب
- شكري سرحان
- صلاح نظمي

## وصلات خارجية
- مقالات تستعمل روابط فنية بلا صلة مع ويكي بيانات
- صفحة الفيلم على موقع السينما